# Hymedesmia castanea
Hymedesmia castanea är en svampdjursart som beskrevs av Sarà 1964. Hymedesmia castanea ingår i släktet Hymedesmia och familjen Hymedesmiidae. Inga underarter finns listade i Catalogue of Life.